# San Tommaso Apostolo (titolo cardinalizio)
San Tommaso Apostolo (in latino: Titulus Sancti Thomæ Apostoli) è un titolo cardinalizio istituito da papa Francesco nel 2015.
Ne è titolare il cardinale Pierre Nguyễn Văn Nhơn, arcivescovo emerito di Hanoi.
Il titolo insiste sulla chiesa di San Tommaso Apostolo, nella zona Castel Fusano (Infernetto), sede parrocchiale istituita il 19 febbraio 1964.

## Titolari
- Pierre Nguyễn Văn Nhơn, dal 14 febbraio 2015